# Rodbina Habsburško-Lotarinška
Rodbina Habsburško-Lotarinška je bila ustanovljena leta 1736 s poroko vojvode lotarinškega Franca I. Štefana iz rodbine Châtenois (veja Vaudémont) z nadvojvodo Marijo Terezijo iz rodbine Habsburžanov.

## Zgodovina

### Nastanek
S smrtjo Karla VI. Habsburškega leta 1740 je izumrla moška linija, sledila mu je, po pragmatičnih sankcijah (hišni zakon, ki ga je 19. aprila 1713. izdal cesar Karel VI.), ustavi in ustavni pogodbi, njegova najstarejša hčerka Marija Terezija kot vodja rodbine. Bila je poročena s Francem I. Štefanom Lotarinškim. Da bi kljub temu potrdili zahteve avstrijske, češke in ogrske države in predstavljali resnično moč, je bilo za rodbino izbrano dvojno ime Habsburško-Lotarinški, čeprav je rodbina po moški liniji nadaljevanje Lotarinške rodbine.
Naslov kraljev Jeruzalema, ki je prišel od rodbine Anžujcev leta 1473, je pripadal dediščini Loringov. Trditve o moči novoustanovljene rodbine so bile v veliki meri potrjene v  avstrijski nasledstveni vojni.

### Vladavina
Skupaj je šest članov Habsburško-Lotarinške rodbine vladalo do leta 1918, kot avstrijski nadvojvode (današnje Spodnje in Zgornje Avstrije), kot kralji Ogrske in Češke, do leta 1806 kot rimsko-nemški cesarji, kot tudi od 1804 do 1918 kot nasledniki avstrijskih cesarjev:
- Jožef II., leta 1765 rimsko-nemški cesar in ko-regent svoje matere Marije Terezije v habsburških dežel, od leta 1780 do 1790 sam regent
- Leopold II., brat Jožefa II., 1790-1792
- Franc II./I., Leopoldov sin, 1792-1835
- Ferdinand I., Francev sin, 1835-1848
- Franc Jožef I., Ferdinandov nečak, 1848-1916
- Karl I. / IV., pranečak Franca Jožefa, 1916-1918

Vse zgoraj navedene lastnosti so, razen v primeru Marije Terezije, ki kot ženska ni mogla postati (vladati) kot cesarica, veljale za samo enega moškega družinskega člana hkrati. Leta 1867 je bila spremenjena, leta 1804 ustanovljena enotna država v realna zveza avstro-ogrske monarhije, kar je privedlo do posebnega poudarka naslova apostolskega kralja Ogrske.
Dve ženski članici Habsburško lotarinške rodbine habsburžanov sta bili poročeni v Francijo iz političnih razlogov:
- Marija Antoaneta - hči Marije Terezije in Franca Štefana je bila kraljica Francije kot njen mož Ludvik XVI. usmrčena z giljotino.
- Marija Luiza - hči Franca II./I. je postala druga žena Napoleona I., vendar kot francoska cesarica ni bila izgnana ter je kasneje vladala vojvodinja Parmska.

Habsburško-Lotarinška rodbina je izbirala svojim nadvojvodinam za može enakovredne, vendar politično manj pomembne kneze, da bi se izognili težavam pri zunanji politiki.

### Konec vladanja
Realno zvezo je ukinila kraljevina Ogrska 31. oktobra 1918, nekaj dni pred koncem prve svetovne vojne. Cesar Karl I. se je 11. novembra 1918 na Dunaju odrekel vsakemu deležu v državnih zadevah. Kot kralj Karel IV. Ogrski se je 13. novembra 1918 v gradu Eckartsau prav tako odrekel položaja. Ker se kot cesar ni hotel odpovedati, je bil po odhodu v Švico 3. aprila 1919 v skladu z avstrijsko zakonodajo dolgoročno izgnan iz države.
Leta 1921, ko se je kot Karl dvakrat poskusil vrniti na prestol Madžarske, ga je na Madeiro pregnala antanta, zmagovalci prve svetovne vojne. Na Madžarskem je bila rodbina trajno odstranjena s kraljevega prestola z zakonom, sprejetim leta 1921.
Karl I., sin Otta von Habsburga (1912-2011) se je opisoval v svojih mlajših letih kot nadvojvoda Avstrije, je bil zaznan kot pretendent in vodil v drugi svetovni vojni v ZDA pogovore o prihodnosti države. Za njega je veljalo pravilo habsburškega zakona, da bi lahko vstopil v Avstrijo šele, ko bi se odrekel zahtevkom po oblasti. Odrekel se je zvezni vladi leta 1961 in je leta 1966 vstopil v Avstrijo. Leta 2007 je Otto Habsburško-Lotarinški kot je uradno ime v Avstriji opravljal funkcijo vodje rodbine svojemu sinu Karlu (* 1961).

## Neenaki družinski člani
V skladu z najvišjim družinskim statutom (družinski statut cesarske avstrijske rodbine) so bili člani družine označeni kot "ne enaki", ki so se kot nadvojvoda poročili v morganatsko poroko z ženo neenakega družbenega stanu (primerjali so le ženske iz vladajočih ali nekdanjih vladajočih hiš). Predvsem so znani naslednji primeri:
- Nadvojvoda Johann, sin Leopolda II. in brat Franca II. / I., se je leta 1829 poročil s štajersko hčerko postmoderne Anno Plochl. Njunega sina Franca je leta 1844 oplemenitil Johann nečak Ferdinanda I., kot grofa Merana, Anno Plochl pa od leta 1834 kot baronica von Brandhofen, Franc Jožef I. pa leta 1850 za grofico Merana. Iz te družine je prišel dirigent Nikolaus Harnoncourt.
- nadvojvoda Franc Ferdinand se poročil leta 1900 po močnem protestu Franca Jožefa I., s češko grofico Sophie Chotek von Chotkowa in Wognin. Moral se je odpovedati vsem pravicam nasledstva za svoje tri otroke, rojene v naslednjih nekaj letih  s slovesnim »dejanjem odpovedi«. Grofica Chotek je bila povišana v princeso in leta 1909 v vojvodinjo Hohenberg. Umrla je s Francem Ferdinandom 28. junija 1914 v Sarajevu.
- Brat Franca Ferdinanda, nadvojvoda Ferdinand Karl, se je leta 1909 v Švici tajno poročil s profesorjevo hčerko Berto Czuber. Leta 1911 je bil prisiljen zapustiti hišo Habsburško-Lotarinško, nato pa se je preimenoval v Ferdinand Burg.
- Nadvojvoda Johann Salvator Avstrijsko-toskanski je prosil za odlično vojaško kariero leta 1889 in se preimenoval Johann Orth. Poročil se je v istem letu v Londonu z dunajčanko Milli Stubel, kupil ladjo in šel z ženo na križarjenje v Južno Ameriko. Leta 1890 je ladja verjetno potonila v neurju. Umrl je brez otrok.

## Grb rodbine
Grbopis: Grb rodbine Habsburško-Lotarinške je dvakrat deljen; v prvi tretini je na zlatem polju rdeč lev z modro krono in opremo (grb Habsburžanov), v drugi tretini je na rdečem polju srebrn tram (grb Avstrije), v tretji tretini je na zlatem ozadju rdeča lenta s tremi srebrnimi orliči (grb Lotarinških).
Ščitonosec grba je bil črn dvoglavi orel. V tej obliki je bil grb kot družinski grb od leta 1804 tudi mali grb Avstrijskega cesarstva.
- Družinski grb habsburške dinastije
- Ščit avstrijskih knezov
- Družinski grb Lotaringov